# Elezioni comunali in Italia del novembre 1993

## Piemonte

### Alessandria
| Candidati                     | Candidati                  | II turno             | II turno           | I turno | I turno | Liste                                         | Voti   | %     | Seggi |
| Candidati                     | Candidati                  | Voti                 | %                  | Voti    | %       | Liste                                         | Voti   | %     | Seggi |
| ----------------------------- | -------------------------- | -------------------- | ------------------ | ------- | ------- | --------------------------------------------- | ------ | ----- | ----- |
|                               | Francesca Calvo ✔️ Sindaco | 30 797               | 53,23              | 21 262  | 33,52   | Lega Nord                                     | 19 268 | 33,25 | 24    |
|                               | Andrea Ferrari             | 27 062               | 46,77              | 18 659  | 29,41   | Partito Democratico della Sinistra            | 10 367 | 17,89 | 5     |
| Alleanza per Alessandria      | Andrea Ferrari             | 27 062               | 46,77              | 18 659  | 29,41   | 3 121                                         | 5,39   | 1     |       |
| Federazione dei Verdi         | Andrea Ferrari             | 27 062               | 46,77              | 18 659  | 29,41   | 2 191                                         | 3,78   | 1     |       |
| Seggio di coalizione          | Seggio di coalizione       | Seggio di coalizione | 46,77              | 18 659  | 29,41   | 1                                             |        |       |       |
|                               | Angelo Faggini             | Angelo Faggini       | Angelo Faggini     | 10 814  | 17,05   | Democrazia Cristiana                          | 4 916  | 8,48  | 2     |
| Laici Socialisti Verdi        | Angelo Faggini             | Angelo Faggini       | Angelo Faggini     | 10 814  | 17,05   | 4 352                                         | 7,51   | 1     |       |
| Alessandria Progressista      | Angelo Faggini             | Angelo Faggini       | Angelo Faggini     | 10 814  | 17,05   | 2 278                                         | 3,93   | 1     |       |
| Seggio di coalizione          | Seggio di coalizione       | Seggio di coalizione | Angelo Faggini     | 10 814  | 17,05   | 1                                             |        |       |       |
|                               | Carlo Vergagni             | Carlo Vergagni       | Carlo Vergagni     | 3 968   | 6,26    | Nuova Proposta                                | 3 668  | 6,33  | –     |
| Seggio di coalizione          | Seggio di coalizione       | Seggio di coalizione | Carlo Vergagni     | 3 968   | 6,26    | 1                                             |        |       |       |
|                               | Dario Gemma                | Dario Gemma          | Dario Gemma        | 3 675   | 5,79    | Partito della Rifondazione Comunista          | 3 583  | 6,18  | –     |
| Seggio di coalizione          | Seggio di coalizione       | Seggio di coalizione | Dario Gemma        | 3 675   | 5,79    | 1                                             |        |       |       |
|                               | Aldo Rovito                | Aldo Rovito          | Aldo Rovito        | 3 528   | 5,56    | Movimento Sociale Italiano - Destra Nazionale | 2 671  | 4,61  | –     |
| Seggio di coalizione          | Seggio di coalizione       | Seggio di coalizione | Aldo Rovito        | 3 528   | 5,56    | 1                                             |        |       |       |
|                               | Giampaolo Oddenino         | Giampaolo Oddenino   | Giampaolo Oddenino | 1 529   | 2,41    | Unione di Centro                              | 1 532  | 2,64  | –     |
| Totale                        | Totale                     | 57 859               | 100                | 63 435  | 100     |                                               | 57 947 | 100   | 40    |
|                               |                            |                      |                    |         |         |                                               |        |       |       |
| Fonte: Ministero dell'interno |                            |                      |                    |         |         |                                               |        |       |       |

1. ↑  Lista sostenuta dal PRI.

## Lombardia

### Lodi
| Candidati                     | Candidati                   | II turno               | II turno               | I turno | I turno | Liste                                         | Voti   | %     | Seggi |
| Candidati                     | Candidati                   | Voti                   | %                      | Voti    | %       | Liste                                         | Voti   | %     | Seggi |
| ----------------------------- | --------------------------- | ---------------------- | ---------------------- | ------- | ------- | --------------------------------------------- | ------ | ----- | ----- |
|                               | Alberto Segalini ✔️ Sindaco | 16 113                 | 61,15                  | 11 590  | 37,77   | Lega Nord                                     | 10 832 | 38,32 | 24    |
|                               | Valerio Manfrini            | 10 239                 | 38,85                  | 8 663   | 28,23   | Democrazia Cristiana                          | 5 457  | 19,31 | 5     |
| Alleanza per Lodi             | Valerio Manfrini            | 10 239                 | 38,85                  | 8 663   | 28,23   | 2 145                                         | 7,59   | 2     |       |
| Seggio di coalizione          | Seggio di coalizione        | Seggio di coalizione   | 38,85                  | 8 663   | 28,23   | 1                                             |        |       |       |
|                               | Lino Osvaldo Felissari      | Lino Osvaldo Felissari | Lino Osvaldo Felissari | 6 807   | 22,18   | Rinnovamento per Lodi (PDS - PSI - PRI)       | 6 075  | 21,49 | 5     |
| Seggio di coalizione          | Seggio di coalizione        | Seggio di coalizione   | Lino Osvaldo Felissari | 6 807   | 22,18   | 1                                             |        |       |       |
|                               | Lorenzo Devecchi            | Lorenzo Devecchi       | Lorenzo Devecchi       | 1 807   | 5,89    | Partito della Rifondazione Comunista          | 1 814  | 6,42  | –     |
| Seggio di coalizione          | Seggio di coalizione        | Seggio di coalizione   | Lorenzo Devecchi       | 1 807   | 5,89    | 1                                             |        |       |       |
|                               | Carlo Montanari             | Carlo Montanari        | Carlo Montanari        | 1 003   | 3,27    | Movimento Sociale Italiano - Destra Nazionale | 1 009  | 3,57  | –     |
| Seggio di coalizione          | Seggio di coalizione        | Seggio di coalizione   | Carlo Montanari        | 1 003   | 3,27    | 1                                             |        |       |       |
|                               | Maria Casiraghi Meani       | Maria Casiraghi Meani  | Maria Casiraghi Meani  | 818     | 2,67    | Lista Laudense                                | 935    | 3,31  | –     |
| Totale                        | Totale                      | 26 352                 | 100                    | 30 688  | 100     |                                               | 28 267 | 100   | 40    |
|                               |                             |                        |                        |         |         |                                               |        |       |       |
| Fonte: Ministero dell'interno |                             |                        |                        |         |         |                                               |        |       |       |

## Veneto

### Venezia
| Candidati                            | Candidati                   | II turno             | II turno            | I turno | I turno | Liste                                         | Voti    | %     | Seggi |
| Candidati                            | Candidati                   | Voti                 | %                   | Voti    | %       | Liste                                         | Voti    | %     | Seggi |
| ------------------------------------ | --------------------------- | -------------------- | ------------------- | ------- | ------- | --------------------------------------------- | ------- | ----- | ----- |
|                                      | Massimo Cacciari ✔️ Sindaco | 107 497              | 55,37               | 89 034  | 42,29   | Partito Democratico della Sinistra            | 33 997  | 20,59 | 16    |
| Partito della Rifondazione Comunista | Massimo Cacciari ✔️ Sindaco | 107 497              | 55,37               | 89 034  | 42,29   | 10 738                                        | 6,50    | 5     |       |
| Federazione dei Verdi                | Massimo Cacciari ✔️ Sindaco | 107 497              | 55,37               | 89 034  | 42,29   | 9 901                                         | 6,00    | 4     |       |
| Progresso Socialista                 | Massimo Cacciari ✔️ Sindaco | 107 497              | 55,37               | 89 034  | 42,29   | 5 824                                         | 3,53    | 2     |       |
| Alleanza per Venezia                 | Massimo Cacciari ✔️ Sindaco | 107 497              | 55,37               | 89 034  | 42,29   | 2 244                                         | 1,36    | 1     |       |
| La Rete                              | Massimo Cacciari ✔️ Sindaco | 107 497              | 55,37               | 89 034  | 42,29   | 1 996                                         | 1,21    | –     |       |
|                                      | Aldo Mariconda              | 86 643               | 44,63               | 55 791  | 26,50   | Lega Nord                                     | 49 350  | 29,88 | 9     |
| Seggio di coalizione                 | Seggio di coalizione        | Seggio di coalizione | 44,63               | 55 791  | 26,50   | 1                                             |         |       |       |
|                                      | Giovanni Castellani         | Giovanni Castellani  | Giovanni Castellani | 49 224  | 23,38   | Verso il Partito Popolare                     | 20 384  | 12,34 | 4     |
| Lega Autonomia Veneta                | Giovanni Castellani         | Giovanni Castellani  | Giovanni Castellani | 49 224  | 23,38   | 8 387                                         | 5,08    | 1     |       |
| Patto Venezia Mestre                 | Giovanni Castellani         | Giovanni Castellani  | Giovanni Castellani | 49 224  | 23,38   | 4 891                                         | 2,96    | 1     |       |
| Progresso per l'Autonomia            | Giovanni Castellani         | Giovanni Castellani  | Giovanni Castellani | 49 224  | 23,38   | 2 949                                         | 1,79    | –     |       |
| Seggio di coalizione                 | Seggio di coalizione        | Seggio di coalizione | Giovanni Castellani | 49 224  | 23,38   | 1                                             |         |       |       |
|                                      | Bruno Canella               | Bruno Canella        | Bruno Canella       | 6 048   | 2,87    | Movimento Sociale Italiano - Destra Nazionale | 5 580   | 3,38  | –     |
| Seggio di coalizione                 | Seggio di coalizione        | Seggio di coalizione | Bruno Canella       | 6 048   | 2,87    | 1                                             |         |       |       |
|                                      | Augusto Salvadori           | Augusto Salvadori    | Augusto Salvadori   | 5 608   | 2,66    | Unione dei Cittadini                          | 4 590   | 2,78  | –     |
|                                      | Francesco Merlo             | Francesco Merlo      | Francesco Merlo     | 2 493   | 1,18    | Veneto Autonomo                               | 2 202   | 1,33  | –     |
|                                      | Paolo Minchillo             | Paolo Minchillo      | Paolo Minchillo     | 2 354   | 1,12    | Il Gruppo                                     | 2 117   | 1,28  | –     |
| Totale                               | Totale                      | 194 140              | 100                 | 210 552 | 100     |                                               | 165 150 | 100   | 46    |
|                                      |                             |                      |                     |         |         |                                               |         |       |       |
| Fonte: Ministero dell'interno        |                             |                      |                     |         |         |                                               |         |       |       |

## Friuli-Venezia Giulia

### Trieste
| Candidati                          | Candidati                | II turno             | II turno           | I turno | I turno | Liste                                | Voti    | %     | Seggi |
| Candidati                          | Candidati                | Voti                 | %                  | Voti    | %       | Liste                                | Voti    | %     | Seggi |
| ---------------------------------- | ------------------------ | -------------------- | ------------------ | ------- | ------- | ------------------------------------ | ------- | ----- | ----- |
|                                    | Riccardo Illy ✔️ Sindaco | 72 939               | 53,02              | 59 931  | 39,84   | Democrazia Cristiana                 | 17 024  | 14,33 | 10    |
| Partito Democratico della Sinistra | Riccardo Illy ✔️ Sindaco | 72 939               | 53,02              | 59 931  | 39,84   | 12 375                               | 10,41   | 7     |       |
| Alleanza per Trieste               | Riccardo Illy ✔️ Sindaco | 72 939               | 53,02              | 59 931  | 39,84   | 12 094                               | 10,18   | 7     |       |
|                                    | Giulio Staffieri         | 64 622               | 46,98              | 47 892  | 31,84   | Lista per Trieste                    | 15 284  | 12,86 | 3     |
| Alleanza Nazionale                 | Giulio Staffieri         | 64 622               | 46,98              | 47 892  | 31,84   | 15 199                               | 12,79   | 3     |       |
| Cristiani Popolari Trieste         | Giulio Staffieri         | 64 622               | 46,98              | 47 892  | 31,84   | 4 362                                | 3,67    | 1     |       |
| Pensionati Uomini Vivi             | Giulio Staffieri         | 64 622               | 46,98              | 47 892  | 31,84   | 2 884                                | 2,43    | –     |       |
| Seggio di coalizione               | Seggio di coalizione     | Seggio di coalizione | 46,98              | 47 892  | 31,84   | 1                                    |         |       |       |
|                                    | Federica Seganti         | Federica Seganti     | Federica Seganti   | 33 607  | 22,34   | Lega Nord                            | 29 937  | 25,19 | 6     |
| Seggio di coalizione               | Seggio di coalizione     | Seggio di coalizione | Federica Seganti   | 33 607  | 22,34   | 1                                    |         |       |       |
|                                    | Stojan Spetič            | Stojan Spetič        | Stojan Spetič      | 5 880   | 3,91    | Partito della Rifondazione Comunista | 6 553   | 5,51  | –     |
|                                    | Giancarlo Lo Cuoco       | Giancarlo Lo Cuoco   | Giancarlo Lo Cuoco | 1 696   | 1,13    | Unione di Centro                     | 1 749   | 1,47  | –     |
|                                    | Ladi Minin               | Ladi Minin           | Ladi Minin         | 1 409   | 0,94    | Unione Socialisti Eurpeisti          | 1 379   | 1,16  | –     |
| Totale                             | Totale                   | 137 561              | 100                | 150 415 | 100     |                                      | 118 840 | 100   | 40    |
|                                    |                          |                      |                    |         |         |                                      |         |       |       |
| Fonte: Ministero dell'interno      |                          |                      |                    |         |         |                                      |         |       |       |

## Liguria

### Genova
| Candidati                     | Candidati                | II turno             | II turno          | I turno | I turno | Liste                                         | Voti    | %     | Seggi |
| Candidati                     | Candidati                | Voti                 | %                 | Voti    | %       | Liste                                         | Voti    | %     | Seggi |
| ----------------------------- | ------------------------ | -------------------- | ----------------- | ------- | ------- | --------------------------------------------- | ------- | ----- | ----- |
|                               | Adriano Sansa ✔️ Sindaco | 247 547              | 59,17             | 189 874 | 42,93   | Partito Democratico della Sinistra            | 98 026  | 26,19 | 22    |
| Federazione dei Verdi         | Adriano Sansa ✔️ Sindaco | 247 547              | 59,17             | 189 874 | 42,93   | 13 277                                        | 3,55    | 3     |       |
| Alleanza Democratica          | Adriano Sansa ✔️ Sindaco | 247 547              | 59,17             | 189 874 | 42,93   | 12 255                                        | 3,27    | 2     |       |
| Lista Pannella                | Adriano Sansa ✔️ Sindaco | 247 547              | 59,17             | 189 874 | 42,93   | 7 962                                         | 2,13    | 1     |       |
| La Rete                       | Adriano Sansa ✔️ Sindaco | 247 547              | 59,17             | 189 874 | 42,93   | 6 558                                         | 1,75    | 1     |       |
| Patto di Solidarietà          | Adriano Sansa ✔️ Sindaco | 247 547              | 59,17             | 189 874 | 42,93   | 5 765                                         | 1,54    | 1     |       |
|                               | Enrico Serra             | 170 799              | 40,83             | 116 973 | 26,45   | Lega Nord                                     | 108 562 | 29,01 | 9     |
| Seggio di coalizione          | Seggio di coalizione     | Seggio di coalizione | 40,83             | 116 973 | 26,45   | 1                                             |         |       |       |
|                               | Ugo Signorini            | Ugo Signorini        | Ugo Signorini     | 66 387  | 15,01   | Popolari per Genova                           | 33 604  | 8,98  | 3     |
| Rinnovamento Socialista       | Ugo Signorini            | Ugo Signorini        | Ugo Signorini     | 66 387  | 15,01   | 14 840                                        | 3,96    | 1     |       |
| Unione di Centro              | Ugo Signorini            | Ugo Signorini        | Ugo Signorini     | 66 387  | 15,01   | 6 975                                         | 1,86    | –     |       |
| Seggio di coalizione          | Seggio di coalizione     | Seggio di coalizione | Ugo Signorini     | 66 387  | 15,01   | 1                                             |         |       |       |
|                               | Giuliano Boffardi        | Giuliano Boffardi    | Giuliano Boffardi | 32 498  | 7,35    | Partito della Rifondazione Comunista          | 32 238  | 8,61  | 2     |
| Seggio di coalizione          | Seggio di coalizione     | Seggio di coalizione | Giuliano Boffardi | 32 498  | 7,35    | 1                                             |         |       |       |
|                               | Gianni Plinio            | Gianni Plinio        | Gianni Plinio     | 27 252  | 6,16    | Movimento Sociale Italiano - Destra Nazionale | 20 695  | 5,53  | 1     |
| Partito Pensionati            | Gianni Plinio            | Gianni Plinio        | Gianni Plinio     | 27 252  | 6,16    | 4 518                                         | 1,21    | –     |       |
| Seggio di coalizione          | Seggio di coalizione     | Seggio di coalizione | Gianni Plinio     | 27 252  | 6,16    | 1                                             |         |       |       |
|                               | Fabrizio Di Rella        | Fabrizio Di Rella    | Fabrizio Di Rella | 3 655   | 0,83    | Giovani per Genova                            | 3 516   | 0,94  | –     |
|                               | Luigi Vasco Salsi        | Luigi Vasco Salsi    | Luigi Vasco Salsi | 2 726   | 0,62    | Lega Autonomia Liguria                        | 2 697   | 0,72  | –     |
|                               | Giovanni Genta           | Giovanni Genta       | Giovanni Genta    | 1 476   | 0,33    | Lega Ligure                                   | 1 458   | 0,39  | –     |
|                               | Pasquale Romeo           | Pasquale Romeo       | Pasquale Romeo    | 1 403   | 0,32    | Movimento Lavoratori Autonomi                 | 1 333   | 0,36  | –     |
| Totale                        | Totale                   | 418 346              | 100               | 442 244 | 100     |                                               | 374 279 | 100   | 50    |
|                               |                          |                      |                   |         |         |                                               |         |       |       |
| Fonte: Ministero dell'interno |                          |                      |                   |         |         |                                               |         |       |       |

### La Spezia
| Candidati                     | Candidati                       | II turno             | II turno          | I turno | I turno | Liste                                         | Voti   | %     | Seggi |
| Candidati                     | Candidati                       | Voti                 | %                 | Voti    | %       | Liste                                         | Voti   | %     | Seggi |
| ----------------------------- | ------------------------------- | -------------------- | ----------------- | ------- | ------- | --------------------------------------------- | ------ | ----- | ----- |
|                               | Roberto Lucio Rosaia ✔️ Sindaco | 30 145               | 53,63             | 19 186  | 28,62   | Partito Democratico della Sinistra            | 13 418 | 22,21 | 18    |
| Alleanza per la Spezia        | Roberto Lucio Rosaia ✔️ Sindaco | 30 145               | 53,63             | 19 186  | 28,62   | 2 865                                         | 4,74   | 4     |       |
| Federazione dei Verdi         | Roberto Lucio Rosaia ✔️ Sindaco | 30 145               | 53,63             | 19 186  | 28,62   | 1 567                                         | 2,59   | 2     |       |
|                               | Giuseppe Ricciardi              | 26 062               | 46,37             | 13 791  | 20,57   | Popolari per La Spezia                        | 7 101  | 11,75 | 3     |
| Nuova Italia                  | Giuseppe Ricciardi              | 26 062               | 46,37             | 13 791  | 20,57   | 2 581                                         | 4,27   | 1     |       |
| Lavoro e Sviluppo             | Giuseppe Ricciardi              | 26 062               | 46,37             | 13 791  | 20,57   | 2 220                                         | 3,67   | –     |       |
| Seggio di coalizione          | Seggio di coalizione            | Seggio di coalizione | 46,37             | 13 791  | 20,57   | 1                                             |        |       |       |
|                               | Riccardo Borrini                | Riccardo Borrini     | Riccardo Borrini  | 9 985   | 14,89   | Lega Nord                                     | 9 530  | 15,77 | 3     |
| Seggio di coalizione          | Seggio di coalizione            | Seggio di coalizione | Riccardo Borrini  | 9 985   | 14,89   | 1                                             |        |       |       |
|                               | Renzo Tonelli                   | Renzo Tonelli        | Renzo Tonelli     | 8 748   | 13,05   | Democrazia e Solidarietà                      | 6 950  | 11,50 | 2     |
| Seggio di coalizione          | Seggio di coalizione            | Seggio di coalizione | Renzo Tonelli     | 8 748   | 13,05   | 1                                             |        |       |       |
|                               | Giovanni Grazzini               | Giovanni Grazzini    | Giovanni Grazzini | 4 396   | 6,56    | Patto per La Spezia                           | 3 975  | 6,58  | –     |
| Seggio di coalizione          | Seggio di coalizione            | Seggio di coalizione | Giovanni Grazzini | 4 396   | 6,56    | 1                                             |        |       |       |
|                               | Sergio Pocci                    | Sergio Pocci         | Sergio Pocci      | 4 357   | 6,50    | Partito della Rifondazione Comunista          | 4 387  | 7,26  | 1     |
| Seggio di coalizione          | Seggio di coalizione            | Seggio di coalizione | Sergio Pocci      | 4 357   | 6,50    | 1                                             |        |       |       |
|                               | Aldo De Luca                    | Aldo De Luca         | Aldo De Luca      | 3 193   | 4,76    | Movimento Sociale Italiano - Destra Nazionale | 2 993  | 4,95  | –     |
| Seggio di coalizione          | Seggio di coalizione            | Seggio di coalizione | Aldo De Luca      | 3 193   | 4,76    | 1                                             |        |       |       |
|                               | Pierluigi Mele                  | Pierluigi Mele       | Pierluigi Mele    | 1 220   | 1,82    | La Rete                                       | 949    | 1,57  | –     |
|                               | Mauro Roccia                    | Mauro Roccia         | Mauro Roccia      | 1 119   | 1,67    | Giovani Gente Città                           | 867    | 1,43  | –     |
|                               | Giovanni Parisi                 | Giovanni Parisi      | Giovanni Parisi   | 1 050   | 1,57    | Partito Pensionati (A)                        | 1 017  | 1,68  | –     |
| Totale                        | Totale                          | 56 207               | 100               | 67 045  | 100     |                                               | 60 420 | 100   | 40    |
|                               |                                 |                      |                   |         |         |                                               |        |       |       |
| Fonte: Ministero dell'interno |                                 |                      |                   |         |         |                                               |        |       |       |

## Marche

### Macerata
| Candidati                            | Candidati                   | II turno             | II turno          | I turno | I turno | Liste                              | Voti   | %     | Seggi |
| Candidati                            | Candidati                   | Voti                 | %                 | Voti    | %       | Liste                              | Voti   | %     | Seggi |
| ------------------------------------ | --------------------------- | -------------------- | ----------------- | ------- | ------- | ---------------------------------- | ------ | ----- | ----- |
|                                      | Gian Mario Maulo ✔️ Sindaco | 14 838               | 58,84             | 8 458   | 29,94   | Partito Democratico della Sinistra | 2 461  | 10,59 | 10    |
| Città dell'Uomo                      | Gian Mario Maulo ✔️ Sindaco | 14 838               | 58,84             | 8 458   | 29,94   | 1 948                              | 8,38   | 7     |       |
| Partito della Rifondazione Comunista | Gian Mario Maulo ✔️ Sindaco | 14 838               | 58,84             | 8 458   | 29,94   | 1 321                              | 5,69   | 5     |       |
| La Rete                              | Gian Mario Maulo ✔️ Sindaco | 14 838               | 58,84             | 8 458   | 29,94   | 569                                | 2,45   | 2     |       |
|                                      | Evio Hermas Ercoli          | 10 380               | 41,16             | 8 152   | 28,85   | Democrazia Cristiana               | 5 158  | 22,20 | 5     |
| Iniziativa Popolare                  | Evio Hermas Ercoli          | 10 380               | 41,16             | 8 152   | 28,85   | 1 669                              | 7,18   | 1     |       |
| Socialisti per Macerata              | Evio Hermas Ercoli          | 10 380               | 41,16             | 8 152   | 28,85   | 1 026                              | 4,42   | 1     |       |
| Unione di Centro                     | Evio Hermas Ercoli          | 10 380               | 41,16             | 8 152   | 28,85   | 339                                | 1,46   | –     |       |
| Seggio di coalizione                 | Seggio di coalizione        | Seggio di coalizione | 41,16             | 8 152   | 28,85   | 1                                  |        |       |       |
|                                      | Paolo Chessa                | Paolo Chessa         | Paolo Chessa      | 6 594   | 23,34   | Alleanza Democratica               | 2 186  | 9,41  | 2     |
| Lista Civica La Torre                | Paolo Chessa                | Paolo Chessa         | Paolo Chessa      | 6 594   | 23,34   | 1 528                              | 6,58   | 1     |       |
| Sinistra Democratica Territoriale    | Paolo Chessa                | Paolo Chessa         | Paolo Chessa      | 6 594   | 23,34   | 1 067                              | 4,59   | 1     |       |
| Federazione dei Verdi                | Paolo Chessa                | Paolo Chessa         | Paolo Chessa      | 6 594   | 23,34   | 631                                | 2,72   | –     |       |
| Seggio di coalizione                 | Seggio di coalizione        | Seggio di coalizione | Paolo Chessa      | 6 594   | 23,34   | 1                                  |        |       |       |
|                                      | Mario Crucianelli           | Mario Crucianelli    | Mario Crucianelli | 4 675   | 16,55   | Lista Tricolore per Macerata       | 3 024  | 13,01 | 2     |
| Seggio di coalizione                 | Seggio di coalizione        | Seggio di coalizione | Mario Crucianelli | 4 675   | 16,55   | 1                                  |        |       |       |
|                                      | Giuseppe Villa              | Giuseppe Villa       | Giuseppe Villa    | 374     | 1,32    | Cooperazione Sviluppo Territorio   | 308    | 1,33  | –     |
| Totale                               | Totale                      | 25 218               | 100               | 28 253  | 100     |                                    | 23 235 | 100   | 40    |
|                                      |                             |                      |                   |         |         |                                    |        |       |       |
| Fonte: Ministero dell'interno        |                             |                      |                   |         |         |                                    |        |       |       |

## Lazio

### Roma
| Candidati                               | Candidati                    | II turno                  | II turno                  | I turno   | I turno | Liste                                         | Voti      | %     | Seggi |
| Candidati                               | Candidati                    | Voti                      | %                         | Voti      | %       | Liste                                         | Voti      | %     | Seggi |
| --------------------------------------- | ---------------------------- | ------------------------- | ------------------------- | --------- | ------- | --------------------------------------------- | --------- | ----- | ----- |
|                                         | Francesco Rutelli ✔️ Sindaco | 955 859                   | 53,11                     | 684 529   | 39,55   | Partito Democratico della Sinistra            | 233 924   | 18,17 | 18    |
| Federazione dei Verdi                   | Francesco Rutelli ✔️ Sindaco | 955 859                   | 53,11                     | 684 529   | 39,55   | 136 753                                       | 10,62     | 10    |       |
| Alleanza per Roma                       | Francesco Rutelli ✔️ Sindaco | 955 859                   | 53,11                     | 684 529   | 39,55   | 63 271                                        | 4,91      | 5     |       |
| Lista Pannella                          | Francesco Rutelli ✔️ Sindaco | 955 859                   | 53,11                     | 684 529   | 39,55   | 45 082                                        | 3,50      | 3     |       |
|                                         | Gianfranco Fini              | 844 030                   | 46,89                     | 619 309   | 35,78   | Movimento Sociale Italiano - Destra Nazionale | 399 594   | 31,04 | 13    |
| Insieme per Roma                        | Gianfranco Fini              | 844 030                   | 46,89                     | 619 309   | 35,78   | 30 684                                        | 2,38      | –     |       |
| Seggio di coalizione                    | Seggio di coalizione         | Seggio di coalizione      | 46,89                     | 619 309   | 35,78   | 1                                             |           |       |       |
|                                         | Carmelo Caruso               | Carmelo Caruso            | Carmelo Caruso            | 197 801   | 11,43   | Democrazia Cristiana                          | 154 552   | 12,00 | 5     |
| Unione di Centro                        | Carmelo Caruso               | Carmelo Caruso            | Carmelo Caruso            | 197 801   | 11,43   | 12 392                                        | 0,96      | –     |       |
| Partito Socialista Democratico Italiano | Carmelo Caruso               | Carmelo Caruso            | Carmelo Caruso            | 197 801   | 11,43   | 11 333                                        | 0,88      | –     |       |
| Civiltà e Progresso                     | Carmelo Caruso               | Carmelo Caruso            | Carmelo Caruso            | 197 801   | 11,43   | 3 160                                         | 0,25      | –     |       |
| Seggio di coalizione                    | Seggio di coalizione         | Seggio di coalizione      | Carmelo Caruso            | 197 801   | 11,43   | 1                                             |           |       |       |
|                                         | Renato Nicolini              | Renato Nicolini           | Renato Nicolini           | 143 364   | 8,28    | Partito della Rifondazione Comunista          | 90 461    | 7,03  | 2     |
| Liberare Roma                           | Renato Nicolini              | Renato Nicolini           | Renato Nicolini           | 143 364   | 8,28    | 12 798                                        | 0,99      | –     |       |
| Seggio di coalizione                    | Seggio di coalizione         | Seggio di coalizione      | Renato Nicolini           | 143 364   | 8,28    | 1                                             |           |       |       |
|                                         | Vittorio Ripa di Meana       | Vittorio Ripa di Meana    | Vittorio Ripa di Meana    | 26 064    | 1,51    | Alleanza Laica Riformista                     | 30 818    | 2,39  | –     |
| Seggio di coalizione                    | Seggio di coalizione         | Seggio di coalizione      | Vittorio Ripa di Meana    | 26 064    | 1,51    | 1                                             |           |       |       |
|                                         | Maria Ida Germontani         | Maria Ida Germontani      | Maria Ida Germontani      | 11 170    | 0,65    | Lega Italia Federale                          | 13 726    | 1,07  | –     |
|                                         | Antonio Pappalardo           | Antonio Pappalardo        | Antonio Pappalardo        | 9 527     | 0,55    | Solidarietà e Democrazia                      | 9 557     | 0,74  | –     |
|                                         | Laura Scalabrini             | Laura Scalabrini          | Laura Scalabrini          | 9 164     | 0,53    | Verdi Federalisti                             | 10 531    | 0,82  | –     |
|                                         | Moana Pozzi                  | Moana Pozzi               | Moana Pozzi               | 8 977     | 0,52    | Partito dell'Amore                            | 7 228     | 0,56  | –     |
|                                         | Giulio Savelli               | Giulio Savelli            | Giulio Savelli            | 4 198     | 0,24    | Movimento Indipendente per Roma               | 3 373     | 0,26  | –     |
|                                         | Federica Rossi Gasparrini    | Federica Rossi Gasparrini | Federica Rossi Gasparrini | 4 075     | 0,24    | Nuova Italia                                  | 4 685     | 0,36  | –     |
|                                         | Gabriella Carlizzi           | Gabriella Carlizzi        | Gabriella Carlizzi        | 2 002     | 0,12    | Partito Cristiano della Democrazia            | 3 409     | 0,26  | –     |
|                                         | Mirella Cece                 | Mirella Cece              | Mirella Cece              | 1 948     | 0,11    | Movimento Europeo Liberal Cristiano           | 2 096     | 0,16  | –     |
|                                         | Rosario Caccamo              | Rosario Caccamo           | Rosario Caccamo           | 1 519     | 0,09    | Movimento Popolare Uomo e Ambiente            | 1 861     | 0,14  | –     |
|                                         | Carlo Olivieri               | Carlo Olivieri            | Carlo Olivieri            | 1 590     | 0,09    | Alleanza Umanista                             | 1 485     | 0,12  | –     |
|                                         | Pier Vittorio Fiorelli       | Pier Vittorio Fiorelli    | Pier Vittorio Fiorelli    | 1 519     | 0,09    | Diritti e Doveri                              | 1 859     | 0,14  | –     |
|                                         | Rosanna Bartolomei           | Rosanna Bartolomei        | Rosanna Bartolomei        | 882       | 0,05    | Democrazia Corporativista                     | 896       | 0,07  | –     |
| Totale                                  | Totale                       | 1 799 889                 | 100                       | 1 730 717 | 100     |                                               | 1 287 528 | 100   | 60    |
|                                         |                              |                           |                           |           |         |                                               |           |       |       |
| Fonte: Ministero dell'interno           |                              |                           |                           |           |         |                                               |           |       |       |

1. ↑  Lista sostenuta da PSI e PRI.

### Latina
| Candidati                                    | Candidati                  | II turno             | II turno             | I turno | I turno | Liste                                | Voti   | %     | Seggi |
| Candidati                                    | Candidati                  | Voti                 | %                    | Voti    | %       | Liste                                | Voti   | %     | Seggi |
| -------------------------------------------- | -------------------------- | -------------------- | -------------------- | ------- | ------- | ------------------------------------ | ------ | ----- | ----- |
|                                              | Ajmone Finestra ✔️ Sindaco | 37 870               | 57,46                | 21 092  | 30,40   | Insieme per la Città                 | 13 159 | 21,17 | 20    |
| Gente Nuova                                  | Ajmone Finestra ✔️ Sindaco | 37 870               | 57,46                | 21 092  | 30,40   | 3 129                                | 5,03   | 4     |       |
|                                              | Domenico Di Resta          | 28 042               | 42,54                | 18 069  | 26,04   | Partito Democratico della Sinistra   | 7 950  | 12,79 | 3     |
| Alleanza Riformista                          | Domenico Di Resta          | 28 042               | 42,54                | 18 069  | 26,04   | 3 528                                | 5,68   | 1     |       |
| Federazione dei Verdi - Alleanza Democratica | Domenico Di Resta          | 28 042               | 42,54                | 18 069  | 26,04   | 2 259                                | 3,63   | 1     |       |
| Gruppo Progressista                          | Domenico Di Resta          | 28 042               | 42,54                | 18 069  | 26,04   | 892                                  | 1,43   | –     |       |
| Seggio di coalizione                         | Seggio di coalizione       | Seggio di coalizione | 42,54                | 18 069  | 26,04   | 1                                    |        |       |       |
|                                              | Francesco Davoli           | Francesco Davoli     | Francesco Davoli     | 12 444  | 17,93   | Avvenire Democratico                 | 12 239 | 19,69 | 4     |
| Seggio di coalizione                         | Seggio di coalizione       | Seggio di coalizione | Francesco Davoli     | 12 444  | 17,93   | 1                                    |        |       |       |
|                                              | Michele Pierro             | Michele Pierro       | Michele Pierro       | 11 896  | 17,14   | Democrazia Cristiana                 | 10 275 | 16,53 | 4     |
| Unione Popolare                              | Michele Pierro             | Michele Pierro       | Michele Pierro       | 11 896  | 17,14   | 1 806                                | 2,91   | –     |       |
| Seggio di coalizione                         | Seggio di coalizione       | Seggio di coalizione | Michele Pierro       | 11 896  | 17,14   | 1                                    |        |       |       |
|                                              | Vincenzo Bianchi           | Vincenzo Bianchi     | Vincenzo Bianchi     | 1 614   | 2,33    | Latina Città Nuova                   | 2 282  | 3,67  | –     |
|                                              | Lucio Paperetti            | Lucio Paperetti      | Lucio Paperetti      | 1 038   | 1,50    | Partito della Rifondazione Comunista | 1 151  | 1,85  | –     |
|                                              | Attilio Mallus             | Attilio Mallus       | Attilio Mallus       | 938     | 1,35    | Lega Italia Federale                 | 897    | 1,44  | –     |
|                                              | Maurizio Longo             | Maurizio Longo       | Maurizio Longo       | 836     | 1,20    | Città per Tutti                      | 882    | 1,42  | –     |
|                                              | Salvatore Canzoniero       | Salvatore Canzoniero | Salvatore Canzoniero | 809     | 1,17    | Partito Repubblicano Italiano        | 788    | 1,27  | –     |
|                                              | Giuseppe Tassone           | Giuseppe Tassone     | Giuseppe Tassone     | 650     | 0,94    | La Rete                              | 929    | 1,49  | –     |
| Totale                                       | Totale                     | 65 912               | 100                  | 69 386  | 100     |                                      | 62 166 | 100   | 40    |
|                                              |                            |                      |                      |         |         |                                      |        |       |       |
| Fonte: Ministero dell'interno                |                            |                      |                      |         |         |                                      |        |       |       |

## Abruzzo

### Chieti
| Candidati                            | Candidati                 | II turno             | II turno         | I turno | I turno | Liste                                         | Voti   | %     | Seggi |
| Candidati                            | Candidati                 | Voti                 | %                | Voti    | %       | Liste                                         | Voti   | %     | Seggi |
| ------------------------------------ | ------------------------- | -------------------- | ---------------- | ------- | ------- | --------------------------------------------- | ------ | ----- | ----- |
|                                      | Nicola Cucullo ✔️ Sindaco | 20 354               | 57,69            | 15 851  | 42,60   | Movimento Sociale Italiano - Destra Nazionale | 12 360 | 36,72 | 24    |
|                                      | Gianfranco Conti          | 14 929               | 42,31            | 12 338  | 33,16   | Alleanza di Progresso                         | 8 529  | 25,34 | 6     |
| Partito della Rifondazione Comunista | Gianfranco Conti          | 14 929               | 42,31            | 12 338  | 33,16   | 2 912                                         | 8,65   | 2     |       |
| Seggio di coalizione                 | Seggio di coalizione      | Seggio di coalizione | 42,31            | 12 338  | 33,16   | 1                                             |        |       |       |
|                                      | Lelio Scopa               | Lelio Scopa          | Lelio Scopa      | 8 194   | 22,02   | Centro Popolare per Chieti                    | 8 955  | 26,60 | 6     |
| Seggio di coalizione                 | Seggio di coalizione      | Seggio di coalizione | Lelio Scopa      | 8 194   | 22,02   | 1                                             |        |       |       |
|                                      | Giacomo Obleiter          | Giacomo Obleiter     | Giacomo Obleiter | 824     | 2,21    | Lega Italia Federale                          | 906    | 2,69  | –     |
| Totale                               | Totale                    | 35 283               | 100              | 37 207  | 100     |                                               | 33 662 | 100   | 40    |
|                                      |                           |                      |                  |         |         |                                               |        |       |       |
| Fonte: Ministero dell'interno        |                           |                      |                  |         |         |                                               |        |       |       |

### Pescara
| Candidati                            | Candidati                     | II turno             | II turno          | I turno | I turno | Liste                              | Voti   | %     | Seggi |
| Candidati                            | Candidati                     | Voti                 | %                 | Voti    | %       | Liste                              | Voti   | %     | Seggi |
| ------------------------------------ | ----------------------------- | -------------------- | ----------------- | ------- | ------- | ---------------------------------- | ------ | ----- | ----- |
|                                      | Mario Collevecchio ✔️ Sindaco | 40 804               | 60,61             | 32 790  | 42,03   | Partito Democratico della Sinistra | 12 220 | 17,50 | 11    |
| Partito della Rifondazione Comunista | Mario Collevecchio ✔️ Sindaco | 40 804               | 60,61             | 32 790  | 42,03   | 7 429                              | 10,64  | 7     |       |
| Azione Progressista                  | Mario Collevecchio ✔️ Sindaco | 40 804               | 60,61             | 32 790  | 42,03   | 4 137                              | 5,92   | 4     |       |
| Alleanza per Pescara                 | Mario Collevecchio ✔️ Sindaco | 40 804               | 60,61             | 32 790  | 42,03   | 1 925                              | 2,76   | 1     |       |
| La Rete                              | Mario Collevecchio ✔️ Sindaco | 40 804               | 60,61             | 32 790  | 42,03   | 1 334                              | 1,91   | 1     |       |
|                                      | Nicola Cirelli                | 26 515               | 39,39             | 23 966  | 30,72   | Proposta per Pescara               | 17 926 | 25,67 | 7     |
| Costituente Laico-Riformista         | Nicola Cirelli                | 26 515               | 39,39             | 23 966  | 30,72   | 5 381                              | 7,70   | 2     |       |
| Seggio di coalizione                 | Seggio di coalizione          | Seggio di coalizione | 39,39             | 23 966  | 30,72   | 1                                  |        |       |       |
|                                      | Delio Napoleone               | Delio Napoleone      | Delio Napoleone   | 14 477  | 18,56   | Lista Primula                      | 12 523 | 17,93 | 4     |
| Seggio di coalizione                 | Seggio di coalizione          | Seggio di coalizione | Delio Napoleone   | 14 477  | 18,56   | 1                                  |        |       |       |
|                                      | Sebastiano Curcio             | Sebastiano Curcio    | Sebastiano Curcio | 2 010   | 2,58    | Lega Italia Federale               | 1 965  | 2,81  | –     |
|                                      | Mario Di Zenobio              | Mario Di Zenobio     | Mario Di Zenobio  | 1 932   | 2,48    | Nuova Pescara                      | 1 947  | 2,79  | –     |
|                                      | Franco Brunetti               | Franco Brunetti      | Franco Brunetti   | 1 894   | 2,43    | Risveglio Morale                   | 2 142  | 3,07  | –     |
| Seggio di coalizione                 | Seggio di coalizione          | Seggio di coalizione | Franco Brunetti   | 1 894   | 2,43    | 1                                  |        |       |       |
|                                      | Lucia Cieri                   | Lucia Cieri          | Lucia Cieri       | 950     | 1,22    | Nuova Italia                       | 917    | 1,31  | –     |
| Totale                               | Totale                        | 67 319               | 100               | 78 019  | 100     |                                    | 69 846 | 100   | 40    |
|                                      |                               |                      |                   |         |         |                                    |        |       |       |
| Fonte: Ministero dell'interno        |                               |                      |                   |         |         |                                    |        |       |       |

## Campania

### Benevento
| Candidati                               | Candidati                    | II turno             | II turno         | I turno | I turno | Liste                                 | Voti   | %     | Seggi |
| Candidati                               | Candidati                    | Voti                 | %                | Voti    | %       | Liste                                 | Voti   | %     | Seggi |
| --------------------------------------- | ---------------------------- | -------------------- | ---------------- | ------- | ------- | ------------------------------------- | ------ | ----- | ----- |
|                                         | Pasquale Viespoli ✔️ Sindaco | 27 975               | 71,49            | 13 339  | 31,42   | Lista per Benevento                   | 6 191  | 14,90 | 6     |
|                                         | Donato Del Mese              | 11 155               | 28,51            | 16 939  | 39,90   | Democrazia Cristiana                  | 12 955 | 31,17 | 13    |
| Insieme per la Città (PSI - PLI - PRI)  | Donato Del Mese              | 11 155               | 28,51            | 16 939  | 39,90   | 9 382                                 | 22,57  | 9     |       |
| Partito Socialista Democratico Italiano | Donato Del Mese              | 11 155               | 28,51            | 16 939  | 39,90   | 3 329                                 | 8,01   | 3     |       |
| Unione di Centro Sanniti                | Donato Del Mese              | 11 155               | 28,51            | 16 939  | 39,90   | 536                                   | 1,29   | –     |       |
| Seggio di coalizione                    | Seggio di coalizione         | Seggio di coalizione | 28,51            | 16 939  | 39,90   | 1                                     |        |       |       |
|                                         | Domenica Zanin               | Domenica Zanin       | Domenica Zanin   | 9 944   | 23,43   | Alleanza per Benevento                | 7 101  | 17,09 | 6     |
| Seggio di coalizione                    | Seggio di coalizione         | Seggio di coalizione | Domenica Zanin   | 9 944   | 23,43   | 1                                     |        |       |       |
|                                         | Pompeo Nuzzolo               | Pompeo Nuzzolo       | Pompeo Nuzzolo   | 1 360   | 3,20    | Piazza Grande                         | 1 248  | 3,00  | –     |
| Seggio di coalizione                    | Seggio di coalizione         | Seggio di coalizione | Pompeo Nuzzolo   | 1 360   | 3,20    | 1                                     |        |       |       |
|                                         | Patrizia Bonelli             | Patrizia Bonelli     | Patrizia Bonelli | 472     | 1,11    | Lega Italia Federale                  | 439    | 1,06  | –     |
|                                         | Ignazio Catauro              | Ignazio Catauro      | Ignazio Catauro  | 395     | 0,93    | Movimento Politico Democratico Sannio | 379    | 0,91  | –     |
| Totale                                  | Totale                       | 39 130               | 100              | 42 449  | 100     |                                       | 41 560 | 100   | 40    |
|                                         |                              |                      |                  |         |         |                                       |        |       |       |
| Fonte: Ministero dell'interno           |                              |                      |                  |         |         |                                       |        |       |       |

### Caserta
| Candidati                     | Candidati               | II turno               | II turno               | I turno | I turno | Liste                                         | Voti   | %     | Seggi |
| Candidati                     | Candidati               | Voti                   | %                      | Voti    | %       | Liste                                         | Voti   | %     | Seggi |
| ----------------------------- | ----------------------- | ---------------------- | ---------------------- | ------- | ------- | --------------------------------------------- | ------ | ----- | ----- |
|                               | Aldo Bulzoni ✔️ Sindaco | 28 395                 | 76,01                  | 18 096  | 40,77   | Alleanza per Caserta Nuova (PDS - La Rete)    | 15 919 | 36,96 | 24    |
|                               | Renato Coppola          | 8 962                  | 23,99                  | 7 627   | 17,18   | Democrazia Cristiana                          | 8 485  | 19,70 | 4     |
| Seggio di coalizione          | Seggio di coalizione    | Seggio di coalizione   | 23,99                  | 7 627   | 17,18   | 1                                             |        |       |       |
|                               | Giovanni Rizzo          | Giovanni Rizzo         | Giovanni Rizzo         | 5 255   | 11,84   | Civitas Lavoro                                | 5 973  | 13,87 | 3     |
| Seggio di coalizione          | Seggio di coalizione    | Seggio di coalizione   | Giovanni Rizzo         | 5 255   | 11,84   | 1                                             |        |       |       |
|                               | Mario De Florio         | Mario De Florio        | Mario De Florio        | 5 136   | 11,57   | Movimento Sociale Italiano - Destra Nazionale | 4 598  | 10,68 | 2     |
| Seggio di coalizione          | Seggio di coalizione    | Seggio di coalizione   | Mario De Florio        | 5 136   | 11,57   | 1                                             |        |       |       |
|                               | Francesco Martusciello  | Francesco Martusciello | Francesco Martusciello | 3 357   | 7,56    | Alternativa per Caserta                       | 2 870  | 6,66  | 1     |
| Seggio di coalizione          | Seggio di coalizione    | Seggio di coalizione   | Francesco Martusciello | 3 357   | 7,56    | 1                                             |        |       |       |
|                               | Antimo Ronzo            | Antimo Ronzo           | Antimo Ronzo           | 2 801   | 6,31    | Uniti per la Città                            | 3 121  | 7,25  | 1     |
| Seggio di coalizione          | Seggio di coalizione    | Seggio di coalizione   | Antimo Ronzo           | 2 801   | 6,31    | 1                                             |        |       |       |
|                               | Saverio Gallo           | Saverio Gallo          | Saverio Gallo          | 1 495   | 3,37    | Partito della Rifondazione Comunista          | 1 409  | 3,27  | –     |
|                               | Finizio Di Tommaso      | Finizio Di Tommaso     | Finizio Di Tommaso     | 620     | 1,40    | Rinascita Casertana                           | 694    | 1,61  | –     |
| Totale                        | Totale                  | 37 357                 | 100                    | 44 387  | 100     |                                               | 43 069 | 100   | 40    |
|                               |                         |                        |                        |         |         |                                               |        |       |       |
| Fonte: Ministero dell'interno |                         |                        |                        |         |         |                                               |        |       |       |

### Napoli
| Candidati                               | Candidati                    | II turno             | II turno            | I turno | I turno | Liste                                         | Voti    | %     | Seggi |
| Candidati                               | Candidati                    | Voti                 | %                   | Voti    | %       | Liste                                         | Voti    | %     | Seggi |
| --------------------------------------- | ---------------------------- | -------------------- | ------------------- | ------- | ------- | --------------------------------------------- | ------- | ----- | ----- |
|                                         | Antonio Bassolino ✔️ Sindaco | 300 964              | 55,65               | 229 649 | 41,62   | Partito Democratico della Sinistra            | 92 475  | 19,76 | 20    |
| Partito della Rifondazione Comunista    | Antonio Bassolino ✔️ Sindaco | 300 964              | 55,65               | 229 649 | 41,62   | 41 453                                        | 8,86    | 8     |       |
| Federazione dei Verdi                   | Antonio Bassolino ✔️ Sindaco | 300 964              | 55,65               | 229 649 | 41,62   | 18 049                                        | 3,86    | 3     |       |
| Rinascita Socialista                    | Antonio Bassolino ✔️ Sindaco | 300 964              | 55,65               | 229 649 | 41,62   | 12 563                                        | 2,68    | 2     |       |
| La Rete                                 | Antonio Bassolino ✔️ Sindaco | 300 964              | 55,65               | 229 649 | 41,62   | 9 763                                         | 2,09    | 2     |       |
| Alternativa per Napoli                  | Antonio Bassolino ✔️ Sindaco | 300 964              | 55,65               | 229 649 | 41,62   | 6 497                                         | 1,39    | 1     |       |
|                                         | Alessandra Mussolini         | 239 867              | 44,35               | 171 315 | 31,05   | Movimento Sociale Italiano - Destra Nazionale | 145 873 | 31,16 | 12    |
| Seggio di coalizione                    | Seggio di coalizione         | Seggio di coalizione | 44,35               | 171 315 | 31,05   | 1                                             |         |       |       |
|                                         | Massimo Caprara              | Massimo Caprara      | Massimo Caprara     | 77 643  | 14,07   | Democrazia Cristiana                          | 46 730  | 9,98  | 5     |
| Partito Socialista Italiano             | Massimo Caprara              | Massimo Caprara      | Massimo Caprara     | 77 643  | 14,07   | 18 371                                        | 3,92    | 1     |       |
| Partito Socialista Democratico Italiano | Massimo Caprara              | Massimo Caprara      | Massimo Caprara     | 77 643  | 14,07   | 13 882                                        | 2,97    | 1     |       |
| Partito Liberale Italiano               | Massimo Caprara              | Massimo Caprara      | Massimo Caprara     | 77 643  | 14,07   | 6 333                                         | 1,35    | –     |       |
| Seggio di coalizione                    | Seggio di coalizione         | Seggio di coalizione | Massimo Caprara     | 77 643  | 14,07   | 1                                             |         |       |       |
|                                         | Sabatino Santangelo          | Sabatino Santangelo  | Sabatino Santangelo | 47 658  | 8,64    | Alleanza per Napoli                           | 31 818  | 6,80  | 2     |
| Seggio di coalizione                    | Seggio di coalizione         | Seggio di coalizione | Sabatino Santangelo | 47 658  | 8,64    | 1                                             |         |       |       |
|                                         | Alberto Garofalo             | Alberto Garofalo     | Alberto Garofalo    | 6 745   | 1,22    | Servire Napoli                                | 6 824   | 1,46  | –     |
|                                         | Antonio D'Acunto             | Antonio D'Acunto     | Antonio D'Acunto    | 6 076   | 1,10    | Lista Arcobaleno                              | 5 051   | 1,08  | –     |
|                                         | Fortunato Sommella           | Fortunato Sommella   | Fortunato Sommella  | 4 670   | 0,85    | Progetto Napoli Nuova                         | 5 073   | 1,08  | –     |
|                                         | Giuseppe Saggese             | Giuseppe Saggese     | Giuseppe Saggese    | 4 039   | 0,73    | Noi per Napoli                                | 4 014   | 0,86  | –     |
|                                         | Donatella Dufour             | Donatella Dufour     | Donatella Dufour    | 3 920   | 0,71    | Coscienza di Napoli                           | 3 333   | 0,71  | –     |
| Totale                                  | Totale                       | 540 831              | 100                 | 551 715 | 100     |                                               | 468 102 | 100   | 60    |
|                                         |                              |                      |                     |         |         |                                               |         |       |       |
| Fonte: Ministero dell'interno           |                              |                      |                     |         |         |                                               |         |       |       |

### Salerno
| Candidati                     | Candidati                   | II turno             | II turno             | I turno | I turno | Liste                                         | Voti   | %     | Seggi |
| Candidati                     | Candidati                   | Voti                 | %                    | Voti    | %       | Liste                                         | Voti   | %     | Seggi |
| ----------------------------- | --------------------------- | -------------------- | -------------------- | ------- | ------- | --------------------------------------------- | ------ | ----- | ----- |
|                               | Vincenzo De Luca ✔️ Sindaco | 48 154               | 57,91                | 22 620  | 23,71   | Progressisti per Salerno                      | 17 829 | 19,68 | 24    |
|                               | Giuseppe Acocella           | 34 994               | 42,09                | 18 918  | 19,83   | Salerno Progresso                             | 19 223 | 21,22 | 5     |
| Seggio di coalizione          | Seggio di coalizione        | Seggio di coalizione | 42,09                | 18 918  | 19,83   | 1                                             |        |       |       |
|                               | Gaetano Colucci             | Gaetano Colucci      | Gaetano Colucci      | 16 739  | 17,54   | Movimento Sociale Italiano - Destra Nazionale | 11 640 | 12,85 | 2     |
| Seggio di coalizione          | Seggio di coalizione        | Seggio di coalizione | Gaetano Colucci      | 16 739  | 17,54   | 1                                             |        |       |       |
|                               | Filodemo Iannuzzelli        | Filodemo Iannuzzelli | Filodemo Iannuzzelli | 11 469  | 12,02   | Sviluppo e Solidarietà                        | 4 367  | 4,82  | 1     |
| Federazione dei Verdi         | Filodemo Iannuzzelli        | Filodemo Iannuzzelli | Filodemo Iannuzzelli | 11 469  | 12,02   | 3 586                                         | 3,96   | –     |       |
| La Rete                       | Filodemo Iannuzzelli        | Filodemo Iannuzzelli | Filodemo Iannuzzelli | 11 469  | 12,02   | 1 522                                         | 1,68   | –     |       |
| Seggio di coalizione          | Seggio di coalizione        | Seggio di coalizione | Filodemo Iannuzzelli | 11 469  | 12,02   | 1                                             |        |       |       |
|                               | Giovanni Sullutrone         | Giovanni Sullutrone  | Giovanni Sullutrone  | 9 786   | 10,26   | Salerno                                       | 8 413  | 9,29  | 1     |
| Insieme per Salerno           | Giovanni Sullutrone         | Giovanni Sullutrone  | Giovanni Sullutrone  | 9 786   | 10,26   | 4 292                                         | 4,74   | 1     |       |
| Seggio di coalizione          | Seggio di coalizione        | Seggio di coalizione | Giovanni Sullutrone  | 9 786   | 10,26   | 1                                             |        |       |       |
|                               | Ernesto Manzo               | Ernesto Manzo        | Ernesto Manzo        | 3 849   | 4,03    | Lista civica salernitana                      | 4 832  | 5,33  | –     |
| Seggio di coalizione          | Seggio di coalizione        | Seggio di coalizione | Ernesto Manzo        | 3 849   | 4,03    | 1                                             |        |       |       |
|                               | Massimo Bignardi            | Massimo Bignardi     | Massimo Bignardi     | 2 575   | 2,70    | Partito della Rifondazione Comunista          | 2 427  | 2,68  | –     |
|                               | Vincenzo Cammarota          | Vincenzo Cammarota   | Vincenzo Cammarota   | 2 444   | 2,56    | Lista per Salerno                             | 3 400  | 3,75  | –     |
| Seggio di coalizione          | Seggio di coalizione        | Seggio di coalizione | Vincenzo Cammarota   | 2 444   | 2,56    | 1                                             |        |       |       |
|                               | Vilma Fezza Valiante        | Vilma Fezza Valiante | Vilma Fezza Valiante | 1 879   | 1,97    | Cambia Salerno                                | 2 572  | 2,84  | –     |
|                               | Gaetano Parlavecchia        | Gaetano Parlavecchia | Gaetano Parlavecchia | 1 735   | 1,82    | Viva Salerno                                  | 2 037  | 2,25  | –     |
|                               | Salvatore Milo              | Salvatore Milo       | Salvatore Milo       | 1 410   | 1,48    | Progresso Democratico                         | 1 769  | 1,95  | –     |
|                               | Luigi Santorelli            | Luigi Santorelli     | Luigi Santorelli     | 995     | 1,04    | Salerno Città Nuova                           | 1 347  | 1,49  | –     |
|                               | Serafino Molinari           | Serafino Molinari    | Serafino Molinari    | 588     | 0,62    | Lega Italia Federale                          | 660    | 0,73  | –     |
|                               | Albino Iuzzolino            | Albino Iuzzolino     | Albino Iuzzolino     | 407     | 0,43    | Nuove Pagine                                  | 684    | 0,75  | –     |
| Totale                        | Totale                      | 83 148               | 100                  | 95 414  | 100     |                                               | 90 600 | 100   | 40    |
|                               |                             |                      |                      |         |         |                                               |        |       |       |
| Fonte: Ministero dell'interno |                             |                      |                      |         |         |                                               |        |       |       |

## Puglia

### Taranto
| Candidati                            | Candidati                 | II turno               | II turno               | I turno | I turno | Liste                                         | Voti    | %     | Seggi |
| Candidati                            | Candidati                 | Voti                   | %                      | Voti    | %       | Liste                                         | Voti    | %     | Seggi |
| ------------------------------------ | ------------------------- | ---------------------- | ---------------------- | ------- | ------- | --------------------------------------------- | ------- | ----- | ----- |
|                                      | Giancarlo Cito ✔️ Sindaco | 61 281                 | 52,60                  | 39 555  | 30,33   | Lega d'Azione Meridionale                     | 29 889  | 25,88 | 24    |
|                                      | Gaetano Minervini         | 55 222                 | 47,40                  | 43 886  | 33,65   | Partito Democratico della Sinistra            | 22 135  | 19,17 | 5     |
| Partito della Rifondazione Comunista | Gaetano Minervini         | 55 222                 | 47,40                  | 43 886  | 33,65   | 4 709                                         | 4,08    | 1     |       |
| Unione Federativa Democratica        | Gaetano Minervini         | 55 222                 | 47,40                  | 43 886  | 33,65   | 4 147                                         | 3,59    | 1     |       |
| Federazione dei Verdi                | Gaetano Minervini         | 55 222                 | 47,40                  | 43 886  | 33,65   | 3 000                                         | 2,60    | –     |       |
| Lista Pannella                       | Gaetano Minervini         | 55 222                 | 47,40                  | 43 886  | 33,65   | 2 625                                         | 2,27    | –     |       |
| La Rete                              | Gaetano Minervini         | 55 222                 | 47,40                  | 43 886  | 33,65   | 781                                           | 0,68    | –     |       |
| Seggio di coalizione                 | Seggio di coalizione      | Seggio di coalizione   | 47,40                  | 43 886  | 33,65   | 1                                             |         |       |       |
|                                      | Alfengo Carducci          | Alfengo Carducci       | Alfengo Carducci       | 35 248  | 27,03   | Democrazia Cristiana                          | 21 309  | 18,45 | 4     |
| Patto per Taranto (PSDI - PLI - PRI) | Alfengo Carducci          | Alfengo Carducci       | Alfengo Carducci       | 35 248  | 27,03   | 9 416                                         | 8,15    | 1     |       |
| Rinascita Taranto                    | Alfengo Carducci          | Alfengo Carducci       | Alfengo Carducci       | 35 248  | 27,03   | 5 149                                         | 4,46    | 1     |       |
| Verdi Jonici Phuturia                | Alfengo Carducci          | Alfengo Carducci       | Alfengo Carducci       | 35 248  | 27,03   | 662                                           | 0,57    | –     |       |
| Seggio di coalizione                 | Seggio di coalizione      | Seggio di coalizione   | Alfengo Carducci       | 35 248  | 27,03   | 1                                             |         |       |       |
|                                      | Andrea Guida              | Andrea Guida           | Andrea Guida           | 6 836   | 5,24    | Movimento Sociale Italiano - Destra Nazionale | 6 647   | 5,76  | 1     |
|                                      | Rosario Orlando           | Rosario Orlando        | Rosario Orlando        | 2 277   | 1,75    | Alleanza per Taranto                          | 1 917   | 1,66  | –     |
|                                      | Vito Antonio D'Armento    | Vito Antonio D'Armento | Vito Antonio D'Armento | 1 500   | 1,15    | Movimento Popolari per Taranto                | 1 877   | 1,63  | –     |
|                                      | Claudio Basi              | Claudio Basi           | Claudio Basi           | 681     | 0,52    | Progetto Taranto per Taranto                  | 861     | 0,75  | –     |
|                                      | Cinzia Dimitri            | Cinzia Dimitri         | Cinzia Dimitri         | 421     | 0,32    | Lega Italia Federale                          | 372     | 0,32  | –     |
| Totale                               | Totale                    | 116 503                | 100                    | 130 404 | 100     |                                               | 115 496 | 100   | 40    |
|                                      |                           |                        |                        |         |         |                                               |         |       |       |
| Fonte: Ministero dell'interno        |                           |                        |                        |         |         |                                               |         |       |       |

## Calabria

### Cosenza
| Candidati                               | Candidati                  | II turno             | II turno            | I turno | I turno | Liste                              | Voti   | %     | Seggi |
| Candidati                               | Candidati                  | Voti                 | %                   | Voti    | %       | Liste                              | Voti   | %     | Seggi |
| --------------------------------------- | -------------------------- | -------------------- | ------------------- | ------- | ------- | ---------------------------------- | ------ | ----- | ----- |
|                                         | Giacomo Mancini ✔️ Sindaco | 21 601               | 58,58               | 8 297   | 18,04   | Cosenza Domani                     | 4 167  | 9,91  | 16    |
| Lista Cosenza                           | Giacomo Mancini ✔️ Sindaco | 21 601               | 58,58               | 8 297   | 18,04   | 2 316                              | 5,51   | 8     |       |
|                                         | Piero Carbone              | 15 272               | 41,42               | 9 615   | 20,91   | Popolari Cosenza                   | 5 688  | 13,53 | 3     |
| Liberali e Socialisti Europei           | Piero Carbone              | 15 272               | 41,42               | 9 615   | 20,91   | 2 374                              | 5,65   | 1     |       |
| Partito Socialista Democratico Italiano | Piero Carbone              | 15 272               | 41,42               | 9 615   | 20,91   | 1 832                              | 4,36   | 1     |       |
| Idea per la Città                       | Piero Carbone              | 15 272               | 41,42               | 9 615   | 20,91   | 1 058                              | 2,52   | –     |       |
| Seggio di coalizione                    | Seggio di coalizione       | Seggio di coalizione | 41,42               | 9 615   | 20,91   | 1                                  |        |       |       |
|                                         | Giuseppe Mazzotta          | Giuseppe Mazzotta    | Giuseppe Mazzotta   | 7 225   | 15,71   | Partito Democratico della Sinistra | 3 592  | 8,55  | 1     |
| Partito della Rifondazione Comunista    | Giuseppe Mazzotta          | Giuseppe Mazzotta    | Giuseppe Mazzotta   | 7 225   | 15,71   | 1 954                              | 4,65   | 1     |       |
| Federazione dei Verdi                   | Giuseppe Mazzotta          | Giuseppe Mazzotta    | Giuseppe Mazzotta   | 7 225   | 15,71   | 1 047                              | 2,49   | –     |       |
| Seggio di coalizione                    | Seggio di coalizione       | Seggio di coalizione | Giuseppe Mazzotta   | 7 225   | 15,71   | 1                                  |        |       |       |
|                                         | Giuseppe Gentile           | Giuseppe Gentile     | Giuseppe Gentile    | 6 934   | 15,08   | Patto per la Città                 | 6 915  | 16,45 | 3     |
| Seggio di coalizione                    | Seggio di coalizione       | Seggio di coalizione | Giuseppe Gentile    | 6 934   | 15,08   | 1                                  |        |       |       |
|                                         | Tommaso Arnoni             | Tommaso Arnoni       | Tommaso Arnoni      | 6 110   | 13,29   | Impegno Civico                     | 4 375  | 10,41 | 1     |
| Seggio di coalizione                    | Seggio di coalizione       | Seggio di coalizione | Tommaso Arnoni      | 6 110   | 13,29   | 1                                  |        |       |       |
|                                         | Antonino Oliva             | Antonino Oliva       | Antonino Oliva      | 2 927   | 6,37    | Solidarietà e Rinnovamento         | 2 623  | 6,24  | –     |
| Seggio di coalizione                    | Seggio di coalizione       | Seggio di coalizione | Antonino Oliva      | 2 927   | 6,37    | 1                                  |        |       |       |
|                                         | Walter Aversa              | Walter Aversa        | Walter Aversa       | 1 361   | 2,96    | Movimento Federale Calabria Libera | 1 096  | 2,61  | –     |
|                                         | Paride Leporace            | Paride Leporace      | Paride Leporace     | 1 233   | 2,68    | Ciroma                             | 981    | 2,33  | –     |
|                                         | Maximiliano Granata        | Maximiliano Granata  | Maximiliano Granata | 1 034   | 2,25    | La Svolta                          | 909    | 2,16  | –     |
|                                         | Roberto Bernaudo           | Roberto Bernaudo     | Roberto Bernaudo    | 939     | 2,04    | Libera Azione                      | 823    | 1,96  | –     |
|                                         | Ercole Romano Porco        | Ercole Romano Porco  | Ercole Romano Porco | 307     | 0,67    | Lega Italia Federale               | 281    | 0,67  | –     |
| Totale                                  | Totale                     | 36 873               | 100                 | 45 982  | 100     |                                    | 42 031 | 100   | 40    |
|                                         |                            |                      |                     |         |         |                                    |        |       |       |
| Fonte: Ministero dell'interno           |                            |                      |                     |         |         |                                    |        |       |       |

## Sicilia

### Palermo
| Candidati | Candidati                                                     | Voti    | %     |
| --------- | ------------------------------------------------------------- | ------- | ----- |
|           | Leoluca Orlando ✔️ Sindaco (Rete - Ricostruire Palermo - PRC) | 291.976 | 75,18 |
|           | Elda Pucci (DC - Forum)                                       | 63.277  | 16,29 |
|           | Alfonso Giordano (UdC)                                        | 23.762  | 6,12  |
|           | Salvatore Raneli (Mov. Dem. Siciliano)                        | 5.465   | 1,41  |
|           | Giuseppe La Barbera (Lega Italia Federale)                    | 3.870   | 1,00  |
| Totale    | Totale                                                        | 388.350 |       |

| Liste                                                | Liste                                         | Voti    | %     | Seggi |
| ---------------------------------------------------- | --------------------------------------------- | ------- | ----- | ----- |
|                                                      | La Rete                                       | 121.311 | 32,63 | 19    |
| Ricostruire Palermo (PDS - Verdi - Città per l'Uomo) | 36.930                                        | 9,93    | 6     |       |
| Nuovo Modo                                           | 21.730                                        | 5,85    | 3     |       |
| Cattolici Democratici per Palermo                    | 21.174                                        | 5,70    | 3     |       |
| Partito della Rifondazione Comunista                 | 9.107                                         | 2,45    | 1     |       |
|                                                      | Democrazia Cristiana                          | 49.235  | 13,24 | 8     |
| Forum (Patto - PRI - PSI - AD)                       | 43.142                                        | 11,60   | 6     |       |
|                                                      | Unione di Centro                              | 25.353  | 6,82  | 2     |
|                                                      | Movimento Sociale Italiano - Destra Nazionale | 13.752  | 3,70  | 1     |
|                                                      | Partito Socialista Democratico Italiano       | 9.706   | 2,61  | 1     |
|                                                      | Lega Italia Federale                          | 7.353   | 1,98  | -     |
|                                                      | Movimento Democratico Siciliano               | 4.972   | 1,34  | -     |
|                                                      | Lega Sicilia Federale                         | 4.058   | 1,09  | -     |
|                                                      | Solidarietà Democratica                       | 2.523   | 0,68  | -     |
|                                                      | Fascismo e Libertà                            | 1.423   | 0,38  | -     |
| Totale                                               | Totale                                        | 371.769 |       | 50    |

### Caltanissetta
| Candidati | Candidati                                                           | Voti | %    |
| --------- | ------------------------------------------------------------------- | ---- | ---- |
|           | Michele Campione (PDS - PRC - Rete) Accede al ballottaggio          |      | 37,1 |
|           | Giuseppe Mancuso (Alleanza per la Rinascita) Accede al ballottaggio |      | 34,1 |
|           | Maurizio Vancheri (DC - Centro Democratico)                         |      | 18,0 |
|           | Eugenio Candura (Coalizione Democratica)                            |      | 10,8 |
| Totale    |                                                                     |      |      |

| Liste                                | Liste                                      | Voti | %    | Seggi |
| ------------------------------------ | ------------------------------------------ | ---- | ---- | ----- |
|                                      | Patto per la Città (PDS)                   |      | 22,1 | 9     |
| La Rete                              |                                            | 9,5  | 3    |       |
| Partito della Rifondazione Comunista |                                            | 8,3  | 2    |       |
|                                      | Democrazia Cristiana                       |      | 22,5 | 7     |
| Centro Democratico                   |                                            | 9,5  | 3    |       |
|                                      | Alleanza per la Rinascita di Caltanissetta |      | 17,2 | 4     |
|                                      | Coalizione Democratica                     |      | 10,9 | 2     |
| Totale                               | Totale                                     |      |      | 30    |

Ballottaggio
| Candidati | Candidati                   | Voti | %      |
| --------- | --------------------------- | ---- | ------ |
|           | Giuseppe Mancuso ✔️ Sindaco |      | 51,7   |
|           | Michele Campione            |      | 48,3   |
| Totale    | Totale                      |      | 100,00 |